# Carioca (1933)
Flying Down to Rio ist ein US-amerikanisches Filmmusical aus dem Jahr 1933 mit Dolores del Río in der Hauptrolle. Das Leinwandpaar Fred Astaire und Ginger Rogers absolvierte den ersten von insgesamt neun gemeinsamen Auftritten. In Österreich kam der Film im Jahr 1934 unter dem Titel Carioca in den Verleih.

## Handlung
Roger Bond, Bandleader der „Yankee Ylipper Band“, ist sein Engagement in einem Hotel in Miami los, weil er, entgegen den Hotelregeln, mit einem Gast getanzt hat. Roger schafft es, ein Engagement für die Band in einem Hotel in Rio de Janeiro zu bekommen. Seine Tanzpartnerin, die Brasilianerin Belinha de Rezende will ebenfalls nach Rio, um ihren kranken Vater zu besuchen. Er überredet sie, mit ihm in seiner zweisitzigen Maschine ohne ihre Aufpasserin, Tante Dona Elena, mitzukommen. Sein bester Freund, Pianist und Akkordeonspieler Fred Ayers, warnt ihn, irgendwelche Tricksereien zu versuchen. Dennoch täuscht Roger Motorprobleme und landet auf einem kleinen Flugplatz in Haiti. Belinha lässt Rogers schöne Worte und seine Musik über sich ergehen. Doch sie erklärt ihm auch, dass sie, als Teil einer Abmachung ihrer Familie, einen jungen Brasilianer heiraten muss, sobald sie in Rio ist. Am nächsten Morgen erkennt Belinja Rogers Trick. Sie verlässt ihn, um den regulären Flug nach Rio zu erreichen.
In Rio erzählt Roger seinem Freund Júlio Ribeiro von seiner Liebe zu Belinha. Er weiß allerdings nicht, dass Júlio Belinhas Verlobter ist. Das Hotel, in dem Roger mit seiner Band auftreten soll, gehört Belinhas Vater, Carlos de Rezende. Bei einer Casinogala, wird Roger Belinha durch Júlio vorgestellt. Nun erkennt Roger die wahren Zusammenhänge und beschließt Belinha für sich zu gewinnen. Zur gleichen Zeit entdecken Fred und die Sängerin Honey Hale den Tanz Carioca. Griechische Finanziers und der ansässige Bankier Alfredo Vianna wollen das Hotel übernehmen. Alfredo ist sicher, dass Belinhas Vater keine Erlaubnis für Auftritte bekommt, wenn der Bürgermeister außerhalb seiner Stadt ist. Er arrangiert eine Polizeirazzia am Abend der Eröffnung der neuen Show.
Roger kommt, als er ein Flugzeug über dem Hotel sieht, auf die Idee, Tänzerinnen auf die Tragflächen von Flugzeugen zu schnallen. Kurz vor Beginn der Show erreicht Roger ein Brief von Carlos, in dem der Hotelbesitzer sich bedankt. Gerührt informiert Roger Júlio, dass er nach Buenos Aires müsse. Roger verabschiedet sich von Belinha. Die Show wird ein Hit und garantiert die Kreditwürdigkeit des Hoteliers. Honey will Júlio ermöglichen, mit Belinha wegzugehen. Doch Júlio erkennt die wahren Gefühle seiner Verlobten und geht mit ihr an Bord des Flugzeuges nach Buenos Aires, in dem Roger sitzt. Gerade als Roger und Belinha vom Piloten getraut werden, springt Júlio aus dem Flugzeug und landet mit einem Fallschirm sicher in Rio.

## Hintergrund
Die Premiere des Films fand am 22. Dezember 1933 in New York statt. Die finanziellen Probleme des Studios waren der Grund, warum der Film in Schwarzweiß gedreht wurde und nicht, wie geplant, im 2-Farben-Technicolor-Verfahren. Die Ausstattung lag in den Händen von Carroll Clark und Van Nest Polglase, während die Kostüme von Irene Lentz und Walter Plunkett stammen. Der eigentliche Choreograph des Films war David Gould, doch Astaire bevorzugte es, mit Hermes Pan, Goulds Assistenten, die für den Film geplanten Tänze einzustudieren. Fred Astaire und Ginger Rogers haben in dem Film nur Nebenrollen neben dem nominellen Star Dolores del Río. Ginger Rogers wird hier das erste und einzige Mal vor Astaire angekündigt.

## Kritiken
Variety schrieb, der Film ziehe seinen Gewinn aus den Musiknummern. Doch die Geschichte sei zu wenig, sie bremse ihn, und es mangele an Lachern.
Ken Hanke vom Mountain Xpress beschrieb den Film als charmant, ein wenig altertümlich und endlos clever in der Einführung von Fred und Ginger.

## Kinoauswertung
Die Produktionskosten betrugen 462.000 US-Dollar. Die Einnahmen für das Studio lagen bei 932.000 US-Dollar auf dem US-Markt, zu denen weitere 622.000 US-Dollar aus dem Ausland kamen. Bei einem Gesamtergebnis von 1.545.000 US-Dollar betrug der Gewinn für RKO am Ende 480.000 US-Dollar.

## Auszeichnungen
Der Film ging in die Oscarverleihung 1935 mit einer Nominierung in der Kategorie:
- Bester Song – Carioca, Komponist Vincent Youmans, Texter Edward Eliscu und Gus Kahn